# Apristurus japonicus
Apristurus japonicus е вид хрущялна риба от семейство Scyliorhinidae.

## Разпространение и местообитание
Видът е разпространен в Япония (Хоншу).
Среща се на дълбочина около 150,5 m.

## Описание
На дължина достигат до 63 cm.